# Ictus amnésique
Pour l’article homonyme, voir Ictus (homonymie).
Pour l’article ayant un titre homophone, voir Ichtus (homonymie).
 Mise en garde médicale
L'ictus amnésique (abrégé IA) ou amnésie globale transitoire (AGT) est un syndrome neurologique qui se caractérise par une perte soudaine et temporaire de la mémoire avant, pendant et après l'événement qui a provoqué l'amnésie. Cet ictus, qui associe un épisode d'amnésie antérograde à une période temporaire d'amnésie rétrograde, touche principalement les personnes d'âge moyen et les personnes âgées. Ce trouble, qui dure moins de 24 heures, est considéré comme bénin. Sa physiopathologie n'est pas élucidée à l'heure actuelle même s'il résulte probablement d'un dysfonctionnement hippocampique aigu dont le mécanisme est à ce jour débattu.

## Épidémiologie
La fréquence de l'IA a été étudiée dans plusieurs études populationnelles avec une incidence variant entre 2,9/100 000/an dans une cohorte espagnole et 10,4/100 000/an dans une étude italienne. Dans une méta-analyse de 2006 incluant plus de 1 300 cas, le ratio homme/femme était équilibré. La même étude, incluant cette fois 246 malades, évaluait l'âge moyen du premier épisode d'IA aux alentours de 60 ans. La maladie semble exceptionnelle avant 40 ans et après 80 ans.        
Étant donné l'hypothèse selon laquelle l'ictus pourrait avoir une origine vasculaire (ischémique), la prévalence de risque vasculaire dans la population victime d'un ictus a fait l'objet de plusieurs études sans que les résultats à ce jour soient concluants en raison des différences de conception des études et des populations contrôles. Le lien entre migraine et IA a également été largement étudié, là encore en raison d'une hypothèse physiopathologique selon laquelle il serait une forme d'aura migraineuse. Les études semblent s'accorder sur l'existence d'une association entre migraine et IA, en particulier chez les jeunes femmes. Une analyse en clusterisation montrait que l'IA chez la femme jeune était fréquemment associé à la présence de migraine, alors que, chez le sujet âgé, il était plutôt associé aux facteurs de risque vasculaires. Inversement, une étude populationnelle objectivait chez les migraineux un net sur-risque d'IA par rapport aux témoins non migraineux mais, parmi les sous-populations, ce risque n'était significatif que pour les patientes migraineuses âgées entre 40 et 60 ans. La présence ou non d'auras migraineuses ne modifiait pas le risque global.
Une cause déclenchante, à type de stress ou d'exercice physique intense, est parfois retrouvée.

## Présentation clinique
La description classique de l'IA sur laquelle reposent les critères diagnostiques dits « de Hodges » datant de 1990 — toujours en vigueur — le définit comme un trouble de la mémoire isolé avec un oubli à mesure massif, contrastant avec un respect des autres facultés cognitives. Le patient est ainsi incapable de retenir de nouvelles informations (amnésie antérograde), mais une amnésie pour des faits plus anciens (amnésie rétrograde) qui peuvent remonter à plusieurs semaines ou mois est fréquente. Dans les formes les plus typiques, les patients posent des questions itératives. Les troubles disparaissent en moins de 24 heures mais le patient garde souvent à distance une amnésie de l'épisode alors même que les troubles amnésiques ont disparu. Dans plus de 50 % des cas, un facteur déclenchant est retrouvé, tel qu'un événement stressant ou un effort physique.
L'examen neurologique est normal pendant et après la crise ainsi que l'imagerie cérébrale. Il peut exister cependant des images punctiformes au niveau de l'hippocampe à l'IRM cérébrale, mais qui sont retardées et transitoires, ce qui explique que l'on passe souvent à côté. Le déficit dure, en moyenne, six heures.
L'ictus récidive dans près d'un quart des cas, sans que cela soit péjoratif.

## Diagnostic différentiel
Le diagnostic est simple au cours de la crise. Il est plus complexe à distance de celle-ci et il faut penser à une intoxication médicamenteuse, la prise de drogues, une comitialité, une hypoglycémie.